# Форс (Пенсільванія)
Форс (англ. Force) — переписна місцевість (CDP) в США, в окрузі Елк штату Пенсільванія. Населення — 213 особи (2020).

## Географія
Форс розташований за координатами 41°15′34″ пн. ш. 78°30′15″ зх. д. / 41.25944° пн. ш. 78.50417° зх. д. (41.259320, -78.504060).  За даними Бюро перепису населення США в 2010 році переписна місцевість мала площу 0,56 км², з яких 0,55 км² — суходіл та 0,01 км² — водойми.

## Демографія
Згідно з переписом 2010 року, у переписній місцевості мешкали 253 особи в 101 домогосподарстві у складі 70 родин. Густота населення становила 452 особи/км².  Було 114 помешкання (204/км²).
Расовий склад населення:
| - 99,6 % — білих |

До двох чи більше рас належало 0,4 %. Частка іспаномовних становила 1,2 % від усіх жителів.
За віковим діапазоном населення розподілялося таким чином: 26,5 % — особи молодші 18 років, 51,0 % — особи у віці 18—64 років, 22,5 % — особи у віці 65 років та старші. Медіана віку мешканця становила 40,9 року. На 100 осіб жіночої статі у переписній місцевості припадало 97,7 чоловіків;  на 100 жінок у віці від 18 років та старших — 89,8 чоловіків також старших 18 років.
Середній дохід на одне домашнє господарство  становив 43 586 доларів США (медіана — 45 455), а середній дохід на одну сім'ю — 37 812 долари (медіана — 38 125). Медіана доходів становила 38 636 доларів для чоловіків та 28 000 доларів для жінок. За межею бідності перебувало 9,8 % осіб, у тому числі 20,0 % дітей у віці до 18 років та 0,0 % осіб у віці 65 років та старших.
Цивільне працевлаштоване населення становило 109 осіб. Основні галузі зайнятості: виробництво — 36,7 %, освіта, охорона здоров'я та соціальна допомога — 24,8 %, роздрібна торгівля — 13,8 %, науковці, спеціалісти, менеджери — 10,1 %.